# Juan Carlos Miranda (Musiker)
Juan Carlos Miranda, geboren als Rafael Miguel Sciorra, auch Pájaro Rojo (* 23. Juli 1917 in Chivilcoy; † 8. Juli 1999) war ein argentinischer Tangosänger.

## Leben
Miranda trat in seiner Jugend in seiner Heimatstadt unter dem Namen Pájaro Rojo auf. 1935 kam er nach Buenos Aires, wo er die Musikakademie der Brüder Luis und Mauricio Rubistein besuchte. Auf Empfehlung von Fidel Pintos engagierte ihn Lucio Demare als Sänger seines Orchesters, mit dem er noch 1938 die Tangos Telón und Din Don (von Alberto Suárez Villanueva und Evaristo Frattantoni) aufnahm. Ende 1938 schlossen sich Demare und Miranda der Formation Elvino Vardaros an. 1941 machte sich Demare erneut selbstständig, und Miranda nahm mit ihm bis Ende 1942 zwölf weitere Titel auf, darunter Malena, Al compás de un tango, Mañana zarpa un barco, Nunca supe por qué, Milonga en rojo, No te apures Carablanca, Sorbos amargos und Pa' mí es igual.
In der Folgezeit gehörte er den Formationen Ciriaco Ortiz’ und Antonio Arcieris an, trat im Hörfunk und in Lokalen auf und nahm für die Leprastation Colonia Mi Esperanza den Marsch Mi esperanza (mit Alberto Ayerza) und den Tango Soldadito ausente auf. 1945 entstanden beim Label Odeon Aufnahmen mit dem Orchester von Jorge Huirse, die in Peru erschienen. Er trat in Montevideo und in Chile auf und gehörte dem nur kurzzeitig aktiven Orquesta Argentina an. Er wechselte dann zur Formation Campos-Calabró. Nach dem Ausscheiden Calabrós trat er noch gelegentlich mit Campos im Radio auf. 1992 sang er den Tango Malena in der Sendung Siempre el tango bei Radio Municipal.